# Masaaki Sawanobori
Masaaki Sawanobori (født 12. januar 1970) er en japansk fodboldspiller.

## Japans fodboldlandshold
| Japans landshold | Japans landshold | Japans landshold |
| År               | Kmp              | Mål              |
| ---------------- | ---------------- | ---------------- |
| 1993             | 5                | 1                |
| 1994             | 6                | 1                |
| 1995             | 0                | 0                |
| 1996             | 0                | 0                |
| 1997             | 0                | 0                |
| 1998             | 0                | 0                |
| 1999             | 1                | 0                |
| 2000             | 4                | 1                |
| Total            | 16               | 3                |